# Francisco Diaz de Cabrera y Córdoba
Francisco Diaz de Cabrera y Córdoba, OP (falecido a 26 de abril de 1620) foi um prelado católico romano que serviu como bispo de Trujillo de 1614 a 1620 e bispo de Porto Rico de 1611 a 1614.

## Biografia
Francisco Diaz de Cabrera y Córdoba nasceu em Córdoba, Espanha e foi ordenado sacerdote na Ordem dos Pregadores. Em 17 de agosto de 1611, foi nomeado pelo Rei da Espanha e confirmado pelo Papa Paulo V como bispo de Porto Rico. Em 6 de outubro de 1614, foi nomeado pelo Rei da Espanha e confirmado pelo Papa Paulo V como bispo de Trujillo, onde serviu até sua morte.